# Maigret (2016)
Maigret é uma série de televisão britânica da ITV situada em meados  dos anos 50 na França. Seu primeiro episódio foi ao ar em 28 de março de 2016, e o segundo no dia de Natal do mesmo ano. Uma segunda temporada (também de dois episódios) foi ao ar em 2017. É uma adaptação dos livros de Georges Simenon com seu fictício detetive francês Jules Maigret, interpretado por Rowan Atkinson. Em maio de 2018, foi relatado que a série havia sido cancelada. Estreou nos Estados Unidos em 31 de agosto de 2019.

## Elenco
- Rowan Atkinson como inspetor-chefe Jules Maigret
- Lucy Cohu como Madame Maigret
- Shaun Dingwall como Inspetor Janvier
- Leo Staar como Inspetor LaPointe
- Mark Heap como Doutor Moers
- Hugh Simon como Dr. Paul (3 episódios)
- Colin Mace como Insp. Lognon (2 episódios)
- Aidan McArdle como o juiz Comeliau (2 episódios)